# Al Pacino
Alfredo James "Al" Pacino (født 25. april 1940 i East Harlem, New York) er en amerikansk film- og teaterskuespiller. Han er bedst kendt for sin rolle som Michael Corleone i de tre Godfather-film, samt for filmene En skæv eftermiddag, Scarface, Fanget af fortiden, Serpico og Heat. Han modtog en Oscar for bedste mandlige hovedrolle for sin rolle som Frank Slade i filmen En duft af kvinde (1992). Han har desuden instrueret og produceret et mindre antal film.

## Ungdom og tidlig karriere
Al Pacino blev født i East Harlem, Manhattan, som søn af de italiensk-amerikanske forældre Rose og Salvatore Alfred Pacino. Hans bedsteforældre stammer fra Corleone på Sicilien. Forældrene blev skilt, da han var to år gammel. Han flyttede med sin mor til South Bronx, mens hans far flyttede til Covina, Californien. I håbet om at blive skuespiller startede han på skolen High School of Performing Arts, en afdeling af Fiorello H. La Guardia High School of Music and the Arts i New York City, hvor også Robert De Niro har studeret. Han droppede dog ud som 17-årig, hvilket ledte til et skænderi med moderen, og Pacino forlod hjemmet i Bronx. Efterfølgende arbejdede han som bl.a. bybud og opvasker for at tjene nok penge til at finansiere skuespiltimer. Han medvirkede i forskellige undergrunds-teateropsætninger i New York, hvor han mødte skuespilunderviseren Charlie Laughton, som blev hans mentor og bedste ven. I denne periode var han ofte arbejdsløs og hjemløs, og af og til måtte han sove på gaden, i teatre eller hos bekendte. I 1962 døde hans mor i en alder af 43 år, og det følgende år døde hans bedstefar, James Gerardi, som stod ham meget nær. I 1966, efter flere mislykkede forsøg, lykkedes det ham at komme ind på The Actors Studio. Her blev Pacino undervist af Lee Strasberg (som senere skulle spille overfor Pacino i The Godfather Part II), og han har senere beskrevet årene på The Actors Studio som fantastiske år, der fungerede som et vendepunkt i hans liv, og bevirkede at han kunne ende som professionel skuespiller. Således var han også i 2009 co-president for The Actors Studio sammen med Ellen Burstyn og Harvey Keitel. I 1968 var Pacino med i Israel Horovitzs skuespil The Indian Wants the Bronx, som spillede på Astor Place Theater. Stykket åbnede den 17. januar ’68, og spillede 177 gange. Pacino vandt en Obie Award som bedste skuespiller for rollen, og der begyndte efterhånden at komme noget opmærksomhed omkring ham. Han fik således en mindre rolle i et enkelt afsnit af tv-serien N.Y.P.D., inden han i 1969 filmdebuterede i Me, Natalie, samme år som han fik sin Broadway-debut i Don Petersens Does a Tiger Wear a Necktie?

## Succes i Hollywood
Det nye årti begyndte rigtig godt for Pacino, og i 1971 fik han hovedrollen som narkomanen Bobby i Panik i nåleparken. Dén film blev set af instruktøren Francis Ford Coppola, som bl.a. på den baggrund valgte at satse på Pacino som Michael Corleone i The Godfather fra 1972. Allerede etablerede skuespillere som Robert Redford, Jack Nicholson og Warren Beatty udviste også interesse for rollen, men Coppola valgte, til stor forundring for mange, at satse på den ukendte Pacino. Selvom rollen kun var Pacinos anden film-hovedrolle indbragte den ham en Oscar-nominering det følgende år. Den store succes bevirkede også, at Pacino nu selv kunne vælge, hvilke roller han havde lyst til at tage, og ikke nødvendigvis skulle lade pengene afgøre det. Således faldt valget i 1973 på rollen som Frank Serpico i Sidney Lumets autentiske Serpico, om den ærlige New York-betjent, der vil gøre op med korruption i korpset. Som forberedelse inviterede Pacino virkelighedens Frank Serpico hjem til sig, så han kunne lære ham at kende. Året efter var han endnu engang Michael Corleone, nu som hovedpersonen i gangstereposset The Godfather: Part II. I 1975 blev det til endnu en autentisk film, nemlig det tragiske bankrøver-drama En skæv eftermiddag, Dog Day Afternoon. Under optagelserne kollapsede Pacino af udmattelse, og han valgte at tage en pause fra filmverdenen, efter indspilningerne af En skæv eftermiddag var overstået. Stemmen til ‘Moe the Bartender’ fra The Simpsons er baseret på Pacino i En skæv eftermiddag.
Det næste stykke tid valgte han i stedet at bruge på teateret. Rollerne som Michael Corleone i de to Godfather-film, som Serpico og som Sonny Wortzik i En skæv eftermiddag resulterede i Oscar-nomineringer fire år i træk, uden det dog lykkedes ham at vinde. Pacino vendte dog tilbage til det store lærred igen i 1977 med det romantiske drama Bobby Deerfield. Her spiller han den berømte amerikanske racerkører Bobby, der bliver forelsket i den gådefulde Lillian, spillet af schweiziske Marthe Keller. Forud for indspilningerne af Bobby Deerfield vidste han ikke, hvordan man skulle køre en bil, og han måtte derfor tage køretimer inden. Filmen blev ikke en så stor succes som de tidligere, men han vendte stærkt tilbage i 1979 med retssalsdramaet Lige for loven, ...And Justice For All, som gav ham endnu en Oscar-nominering.

## Ned ad bakke i 80’erne
I starten af 1980’erne gik Pacinos karriere en smule ned ad bakke. I første omgang som følge af den kontroversielle Cruising og efterfølgende med komedie-dramaet Author! Author!. Anmelderne tog heller ikke særligt godt imod Brian De Palmas Scarface fra 1983. De fandt filmen, med et manuskript af Oliver Stone, unødvendigt voldelig. Biografpublikummet virkede dog ganske tilfredse med hvad de så, og rollen som den cubanske emigrant Tony Montana blev et karrierehøjdepunkt og en definerende rolle for Pacino. Filmens salgstal var, på trods af dårlige anmeldelser, overraskende gode, og Pacinos replik ”You wanna fuck with me? Okay. You wanna play rough? Okay. Say hello to my little friend!” gik over i filmhistorien. Vi vandt Amerika fra 1985 blev Pacinos største flop til dato. Der var hidtil ikke blevet lavet mange anerkendte film om hverken den Amerikanske uafhængighedskrig eller den Amerikanske borgerkrig. Men det skulle der laves om på nu. Opgaven blev tildelt den britiske instruktør Hugh Hudson, som havde opnået stor anerkendelse, samt en Oscar-nominering for bedste instruktør, for sit arbejde med Viljen til sejr, Chariots of Fire, fra 1981. Filmen kostede angiveligt omkring 28 millioner dollars at lave, men formåede ikke engang at tjene en million ind. En tynd historie, samt skuespil der ikke hang sammen, syntes at være væsentlige årsager. Således har den amerikanske filmkritiker Leonard Maltin givet filmen absolut bundkarakter i sin komplette årlige filmguide, og filmen blev nomineret til fire Razzie Awards. Her blev Pacino nomineret for værste skuespiller, men tabte dog til Sylvester Stallone og dennes Rambo Part II. Pacino var således gået fra at være en af de allerstørste stjerner i Hollywood, til helt at forsvinde fra folks bevidsthed i en årrække. Efterfølgende trak han sig tilbage fra filmverdenen, og koncentrerede sig udelukkende om sit arbejde på teateret.

## Comeback i Hollywood
Efter fire års fravær vendte Pacino i 1989 tilbage til filmen med thrilleren Sea of Love. Her spillede han betjenten Frank Keller, der sammen med makkeren Sherman (John Goodman) efterforsker en sag om en seriemorder. Pacinos rolle blev oprindeligt skrevet til Dustin Hoffman, men da denne ønskede for mange rettelser og ændringer i manuskriptet, havnede tilbuddet hos Pacino. Året efter fik han rollen som mafiabossen Big Boy Caprice i Dick Tracy. Filmen var baseret på 1930’ernes populære tegneseriestribe om detektiven Dick Tracy. Filmen foregår også i en tegneserieagtig forbryderverden, og man forsøgte at bibeholde den ironisk tegnede stil. Warren Beatty instruerede, producerede og spillede selv hovedrollen, mens Pacino på mange måder stjal rampelyset som den onde mafiaboss, og han modtog også sin sjette Oscar-nominering for rollen. Noget utraditionelt kunne man mene, og der blev også spekuleret i, om det var Oscar-komiteens måde at ønske Pacino velkommen tilbage til filmen på. Det faktum ændrede dog ikke på, at 90’erne begyndte rigtig godt for Pacino. Samme år som Dick Tracy kunne han vende tilbage til sin vel nok mest kendte rolle, nemlig som Michael Corleone i The Godfather: Part III. Pacino ville oprindeligt have 7 millioner dollars for rollen, mod de 5 millioner, som instruktør Francis Ford Coppola kunne tilbyde. Men da Coppola i stedet truede med at indlede filmen med Michael Corleones begravelse, accepterede Pacino de 5 millioner. Det var næppe et dårligt valg, da filmen på mange måder var medvirkende årsag til, at Pacino igen kunne blive en del af Hollywoods absolutte elite. I 1991 spillede han sammen med Michelle Pfeiffer i Frankie & Johnny (som han også gjorde det i Scarface), og i 1992 kunne han endelig modtage en Oscar for sin hovedrolle i En duft af kvinde. Hans portræt af den blinde, pensionerede militærløjtnant Frank Slade høstede stor anerkendelse. Pacino fik hjælp af en skole for blinde, så han kunne lære, hvad det ville sige ikke at kunne se, og han blev ofte i rollen, også når kameraerne ikke rullede. Så gik han rundt på film-settet med sin stav og undlod at kigge på folk, når han talte med dem. Samme år spillede han også rollen som Ricky Roma i Sælger til salg, en rolle som også indbragte ham en Oscar-nominering som bedste birolle. I 1993 blev han genforenet med instruktøren Brian De Palma, som også instruerede Pacino i Scarface, og spillede hovedrollen i dennes gangster-krimi Fanget af fortiden. Baseret på Edwin Torres’ romaner, handler historien om Carlito 'Charlie' Brigante (Pacino), der netop er blevet løsladt fra fængslet. Han prøver at lægge sin gamle livsstil bag sig, men det er svært, og lettere bliver det ikke, da hans gode ven, advokaten David Kleinfeld (Sean Penn) pludselig er havnet i uføre. Filmen blev en stor succes for Universal Pictures, og i USA har den til dato indtjent mere end 70 millioner dollars. I 1995 var det endnu en krimi, der var på plakaten. Denne gang Michael Manns stort opsatte Heat om to mænd på hver sin side af loven. Pacino spillede politiefterforskeren Vincent Hanna, mens Robert De Niro spillede den kriminelle Neil McCauley. I City Hall fra 1996 bliver en dreng utilsigtet skudt i New York, hvilket indleder en historie om korruption i millionbyen. Mayor Kevin Calhoun (John Cusack) skal efterforske sagen, mens Pacino spiller borgmesteren John Pappas. Bridget Fonda, Danny Aiello og Martin Landau er også på rollelisten. I 1997 blev det til endnu en gangsterfilm, nemlig Mike Newells Donnie Brasco. Som undercover FBI-agent spiller Johnny Depp rollen som Donnie Brasco, der udnytter den småkriminelle Benjamin Ruggieros (Pacino) tillid til at få ram på mafiabossen Sonny Black (Michael Madsen). Samme år spillede Pacino overfor Keanu Reeves og Charlize Theron i den mystiske thriller Djævelens Advokat, mens det blev til endnu en autentisk film i 1999 med The Insider om den amerikanske tobaksindustris kneb for at lukke munden på Jeffrey Wigand (Russell Crowe), og i sidste ende måske dræbe ham. Al Pacino spiller manden, der skal sørge for, at dét ikke sker. Any Given Sunday fra samme år var et klassisk amerikansk sportsdrama, mens Chinese Coffee fra 2000 blev Pacinos egentlige debut som spillefilmsinstruktør. (Tidligere, i 1996, havde han instrueret dokumentarfilmen Looking for Richard, med dramatiserede sekvenser fra William Shakespeares teaterstykke Richard III fra 1592).

## Pacino frem til dag
I dette årtusinde er det blevet til en hel del kriminalfilm, bl.a. People I Know, Two for the Money (som underligt nok kom til at hedde For the Money på dansk) og 88 Minutes.
Pacino spillede i 2022 med i Insomnia, som var en genindspilning af en norsk film fra 1997, og Pacino selv har lidt af kronisk søvnløshed, ligesom hans karakter Will Dormer i filmen.
I 2002 havde han også hovedrollen i fremtidsfilmen S1m0ne, eller blot Simone. Her spiller han filmproducenten Viktor Taransky, der bliver så træt af skuespillernes uendelige krav, at han vælger at opfinde en digital skuespillerinde, Simone, som han kan få til at gøre lige, hvad det skal være. Og det bedste af det hele er, at hun ikke behøver at få nogen løn. Det bliver dog problematisk, da hele den amerikanske presse ønsker at få et interview med hende.
Pacino blev gode venner med Colin Farrell under indspilningerne af The Recruit (2003), og kaldte ham efterfølgende for dennes generations mest talentfulde skuespiller.
I 2003 spillede Pacino med i Martin Brests kæmpeflop Gigli med Ben Affleck og Jennifer Lopez, en film der regnes blandt verdens dårligste. Således er den f.eks. at finde på IMDbs liste over de 100 dårligste film gennem tiderne. Pacino har altid været en stor beundrer af Shakespeare, han har medvirket i flere Shakespeare-opsætninger på teateret, og da han blev tilbudt rollen som Shylock i filmatiseringen af Købmanden i Venedig var han hurtig til at takke ja. Senest har man kunnet opleve Pacino som skurken og kasino-ejeren med det ironiske navn Willy Bank i Ocean's Thirteen, samt i krimien Righteous Kill, som endnu engang forenede ham og Robert De Niro. Selv om de seneste år ikke har indbragt ham så mange anmelderroser som tidligere, er han fortsat særdeles aktiv. Således har han flere produktioner i gang for øjeblikket; Bl.a. det biografiske drama Mary Mother of Christ, Shakespeare-filmatiseringen King Lear (hvor han skal spille titelrollen), samt et nyt projekt som instruktør; Wilde Salome, en drama-dokumentar i stil med hans tidligere film Looking for Richard. Denne gang om Oscar Wildes kontroversielle værk Salome.

## Afslag på roller
Pacino afslog rollen som Ted Kramer i Kramer vs. Kramer, og han afslog ligeledes rollen som Han Solo i Star Wars.

## Privatliv
Pacino har to døtre og en søn. Datteren Julie Marie Pacino (født 16. oktober 1989 i New York) er det eneste barn fra forholdet mellem Pacino og Jan Tarrant.
Sønnen Anton James Pacino (født 25. januar 2001 i Los Angeles) og datteren Olivia Pacino (født 25. januar 2001 i Los Angeles) er børn af Pacino og Beverly D'Angelo.
Pacino er stor fan af opera og har den italienske film Træskotræet og musicalen Singin' in the Rain som sine favoritfilm.

## Filmografi
- Me, Natalie (1969)
- Panik i Nåleparken (originaltitel: The Panic in Needle Park, 1971)
- The Godfather (1972)
- Fugleskræmslet (originaltitel: Scarecrow, 1973)
- Serpico (1973)
- The Godfather: Part II (1974)
- En skæv eftermiddag – Dog Day Afternoon (1975)
- Bobby Deerfield (1977)
- Lige for loven – ...And Justice For All (1979)
- Cruising (1980)
- Author, Author (1982)
- Scarface (1983)
- Vi vandt Amerika – Revolution (1985)
- Sea of Love (1989)
- The Local Stigmatic (1990)
- Dick Tracy (1990)
- The Godfather Part III (1990)
- Frankie & Johnny (1991)
- Sælger til salg – Glengarry Glen Ross (1992)
- En duft af kvinde – Scent of a Woman (1992)
- Fanget af fortiden – Carlito's Way (1993)
- Two Bits (1995)
- Heat (1995)
- City Hall (1996)
- Donnie Brasco 1997
- Djævelens Advokat – The Devil's Advocate (1997)
- The Insider 1999)
- Any Given Sunday (1999)
- Chinese Coffee (2000) (også som instruktør)
- Insomnia (2002)
- Simone (2002)
- People I Know (2002)
- The Recruit (2003)
- Gigli (2003)
- Angels in America (2003)
- Købmanden i Venedig (2004)
- For The Money – Two for the Money (2005)
- 88 Minutes (2007)
- Ocean's Thirteen (2007)
- Righteous Kill (2008)
- Jack and Jill (2011)
- The Irishman (2019)